# Melasstobak
Melasstobak eller vattenpipstobak (blöttobak) är en form av tobak som används för rökning, oftast i vattenpipa. Tobaken består mest av melass, och 20 till 30 procent tobak. Den kan även innehålla fruktkött, glycerin och andra tillsatser. Tobaken är oftast smaksatt och det finns ett stort utbud av smaker, varav de vanligaste är äpple, melon, persika, mint med flera. 
Det förekommer att tobaken säljs för sig och melassen för sig så att köparen får blanda själv. Melasstobak är ofta paketerade i färgglada och dekorerade förpackningar och som inte liknar vanliga tobaksprodukter.
Melasstobak som säljs i Sverige ska precis som annan tobak ha varningstexter på svenska. Den skall även ha en punktskatt på 1 560 kr/kilo. 